# Neksus (grammatik)
 For alternative betydninger, se Nexus. (Se også artikler, som begynder med Nexus)
Neksus (også nexus) er den grammatiske relation grundled (subjekt) og tilhørende udsagnsled (verbal/prædikat) i en sætning. Grammatisk set skal der være et neksus for, at en ordmængde kan kaldes en sætning. 
Begrebet blev introduceret af Otto Jespersen og forbindes med ham. Jespersen definerede primært begrebet semantisk og ikke syntaktisk. Han brugte det ikke kun om relationen mellem subjekt og verbal, men også verbal og objekt. Paul Diderichsen brugte også begrebet i Elementær dansk grammatik, men i den snævre betydning af kun subjekt og verbal. Begrebet skal forstås i modsætning til en anden grammatisk relation kaldet junktion som ikke danner en sætning, men mellem et ord og et andet som uddyber noget ved dette ord, fx. forholdet mellem barking og dog i det engelske eksempel the barking dog.